# Ainsworth Rand Spofford
Ainsworth Rand Spofford (12 septembre 1825 - 11 août 1908) a été le sixième bibliothécaire de la Bibliothèque du Congrès des États-Unis de 1864 à 1897.

## Biographie
Spofford est né à Gilmanton dans le New Hampshire, le 12 septembre 1825. Fils du Révérend L. A. et de Grata (Rand) Spofford, il se prépare au collège à l’aide de tuteurs privés. En 1944, à l'âge de 19 ans il se rend à Cincinnati en Ohio où il devient commis aux livres pour la firme E.D. Truman. En 1849, il devient l’un des fondateurs du Literary Club of Cincinnati, encore en existence (https://www.cincylit.org), puis il devient rédacteur éditorial et correspondant politique pour le Cincinnati Commercial, le journal principal de la ville, en 1859. En 1851 il publie le pamphlet The Higher Law, Tried by Reason and Authority. Il milite dans le parti républicain, et est délégué en 1856 lors de la convention républicaine. 
En 1852, il épouse Sarah Partridge et ils ont trois enfants: Charles, Henry et Florence. Sarah meurt en 1892.

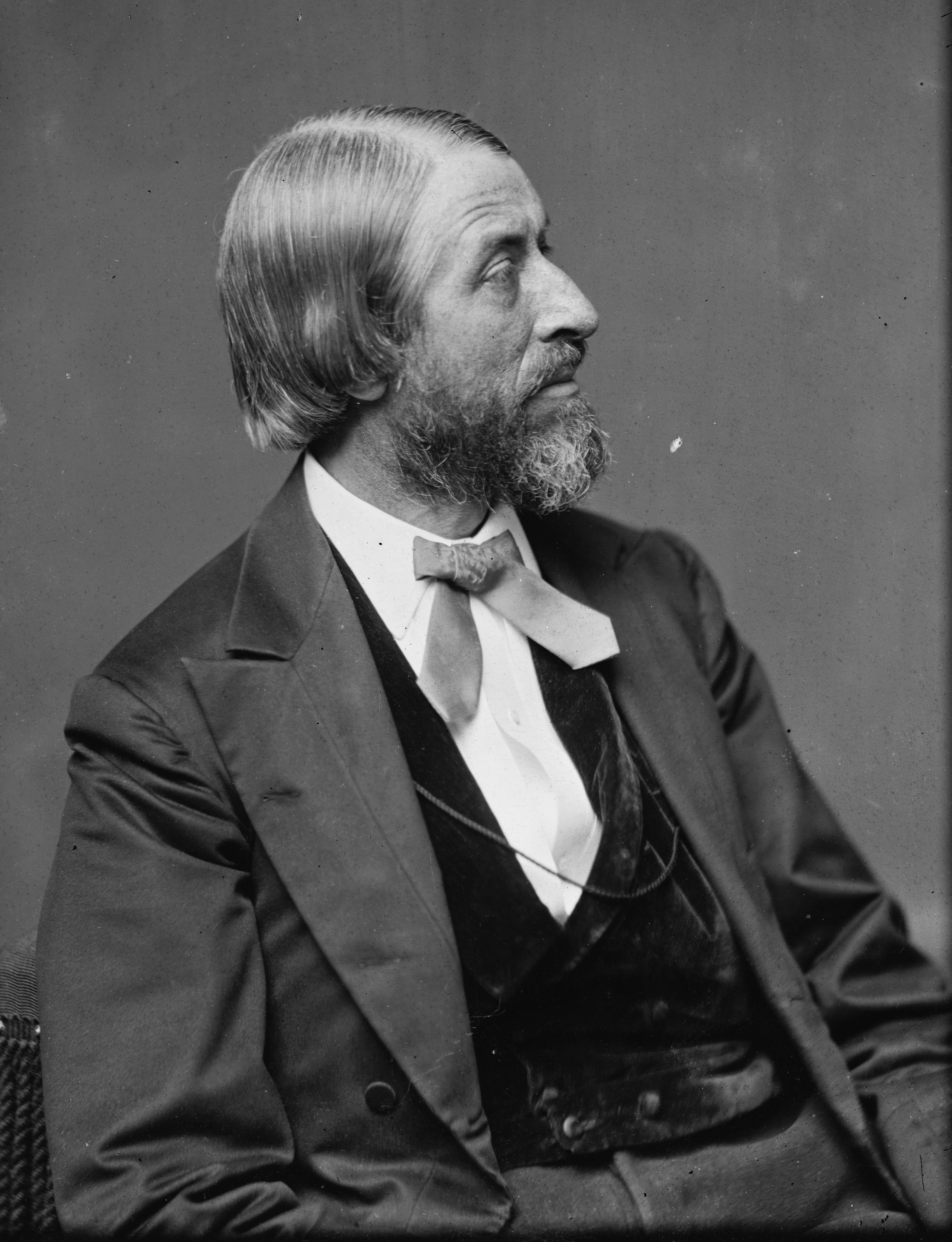
Ainsworth Rand Spofford

En 1861, le Cincinnati Commercial l’envoie à Washington pour faire un rapport sur l’ouverture du 37e Congrès et l’inauguration du président Abraham Lincoln. C’est ce voyage qui mène par la suite à ce qu’il occupe le poste de bibliothécaire adjoint à la Bibliothèque du Congrès en septembre de la même année. Le 31 décembre 1864, le président Lincoln le nomme au poste de bibliothécaire du Congrès, poste qu’il occupera jusqu’en 1897. 
Spofford était très impliqué politiquement et entre 1865 et 1870, il a obtenu beaucoup de soutien pour plusieurs actes législatifs permettant le transfert de la librairie de la Smithsonian Institution à la Bibliothèque du Congrès, l’achat de la bibliothèque privée du collectionneur Peter Force, ainsi que l’utilisation de l’échange international. 
Sa plus grande contribution est la loi de 1870 sur le dépôt des droits d’auteur. Spofford était passionné et considérait qu’une bibliothèque nationale était une institution éducationnelle indépendante qui a la responsabilité de préserver et disséminer le savoir. Il écrit qu’elle devait recueillir « l’ensemble du produit de la presse américaine, indépendamment de sa valeur intrinsèque », utilisé de manière libre par la population américaine. C’est cette ferme conviction qui l’a mené à écrire une lettre de huit pages au député Thomas A. Jenckes du Rhode Island. Cette lettre a mené à la Copyright Deposit Law en 1870, qui centralise toutes les activités de droits d’auteur aux États-Unis à la Bibliothèque, ce qui donne une fonction nationale à celle-ci. Cette loi a permis l’acquisition par la Bibliothèque de livres, brochures, cartes, gravures, photographies et musique, accroissant ses collections. Avant cela, les activités de droits d’auteur étaient divisées à travers plusieurs départements gouvernementaux. 
Grâce à ces acquisitions, la Bibliothèque de 70 000 volumes quand Spofford a commencé en 1864, à plus de 315 000 volumes en 1877. Malheureusement, la Bibliothèque est trop petite pour accueillir une telle quantité de documents et Spofford va passer plusieurs années à demander au Congrès la création d’un nouveau pavillon pour la Bibliothèque, pavillon qui verra le jour le 1er novembre 1897. Peu de temps avant, en juillet 1897, le président William McKinley nomme John Russell Young comme Bibliothécaire du Congrès et Spofford redevient bibliothécaire assistant-chef jusqu’à sa mort en 1908.

## Décès et honneur posthume
Ainsworth Rand Spofford meurt à Holderness, New Hampshire, le 11 août 1908. Herbert Putnam, bibliothécaire du Congrès et ami de Spofford, lui rend hommage en 1908, dans le rapport annuel de la Bibliothèque du Congrès en disant : « Son service le plus durable, l’augmentation des collections (de la Bibliothèque), se poursuit jusqu’aux dernières semaines de sa vie avec l’enthousiasme, le dévouement, la concentration simple, patiente et ardente qui l’avaient toujours distingué. L’histoire de la Bibliothèque qui a marqué sa période la plus affluente sera celle de 1861 à 1897…».
John Y. Cole, historien à la retraite de la Bibliothèque du Congrès et ancien directeur du Centre pour le livre de la Bibliothèque, a fait sa dissertation de doctorat sur Ainsworth Rand Spofford. Dans ses recherches, il a découvert que, bien qu’il ait été enterré au cimetière de Rock Creek à Washington, D.C., sa pierre tombale était vide, et ce lors que le nom de sa femme y figurait. Après avoir fait d’autres recherches, il a confirmé que les cendres de Spofford avaient été enterrées avec celles de sa femme, mais son nom était également absent du document du cimetière notant que des personnes célèbres y étaient enterrées. Ce n’est qu’en 2003, qu’il a reçu un courriel de l’arrière-arrière-petit-fils de Spofford, Spencer Smith, lui envoie un email, car il a discuté de la situation avec sa mère, qui a ensuite en parle au reste de la famille et John Spofford Morgan, arrière-petit-fils de Spofford, offre de payer pour la correction de l’inscription sur la pierre tombale. Aujourd’hui, on peut lire sur la pierre tombale (section E, lot 32): « Ainsworth Rand Spofford, 1825-1908, bibliothécaire du Congrès, 1864-1897, nommé par le président Lincoln ».